# Fresques de Fra Angelico

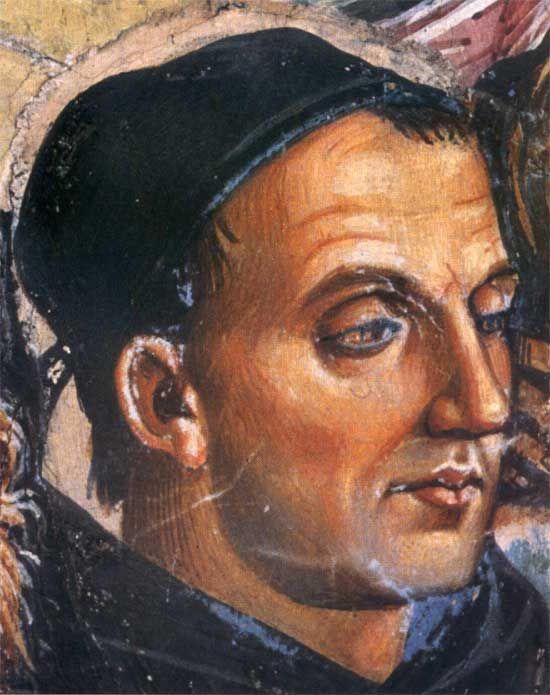
Fra Angelico portrait par Luca Signorelli

Cette page recense et classe par lieu de conservation l'ensemble des fresques de Fra Angelico, les œuvres peintes à fresque du peintre de la Renaissance Fra Angelico, celles existantes réputées, celles supposées et attribuées, et celles disparues dont les traces sont notoires (commandites, commentaires, copies existantes).

## Chapelle San Brizio de la cathédrale d'Orvieto

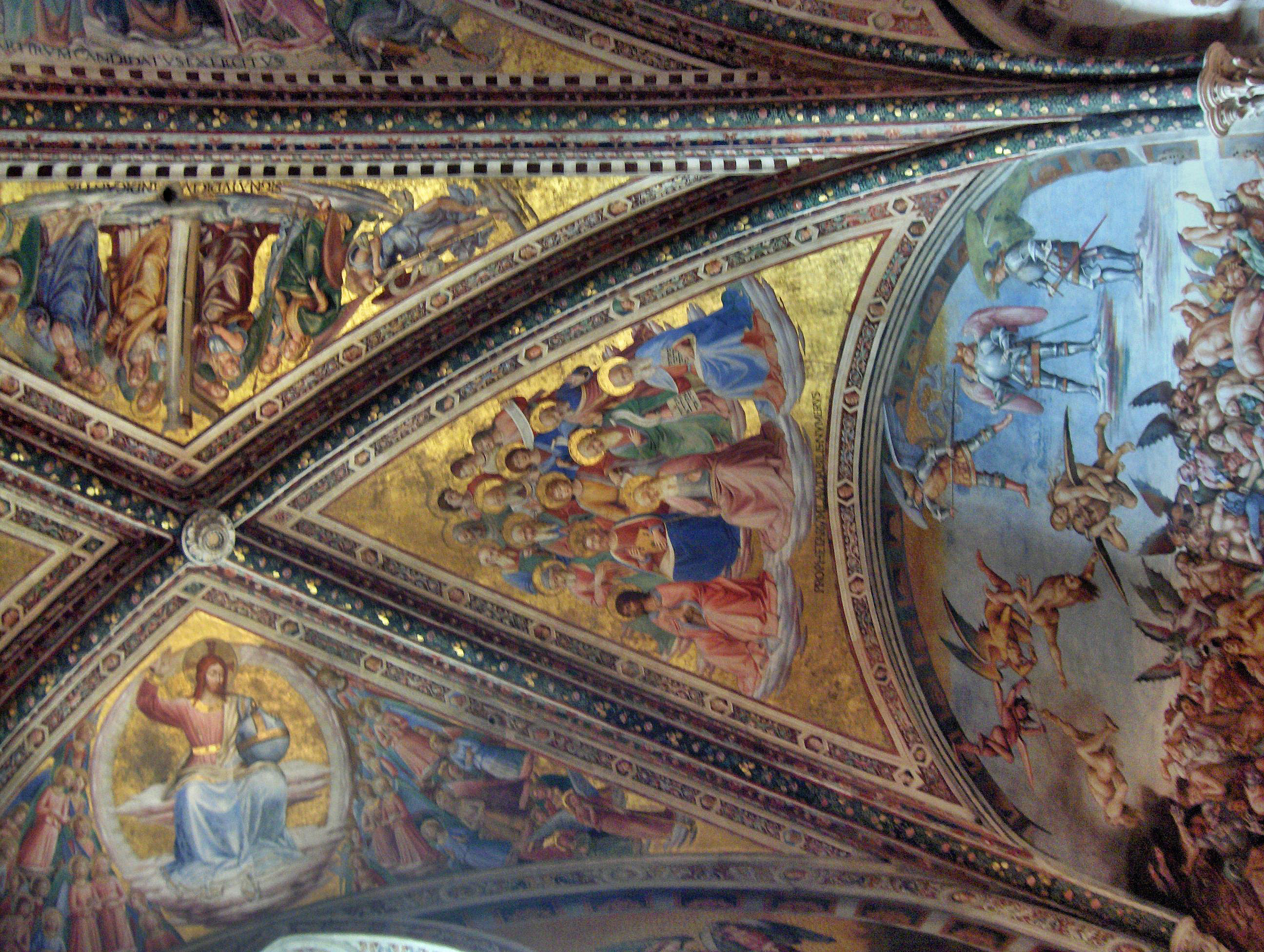
Voûte de San Brizio

Voûtes et parois de la haute chapelle San Brizio  de la Cathédrale d'Orvieto (1447-1449) (terminées par Luca Signorelli en 1499-1504) :
- Le Christ juge avec des anges, voûte
- Prophètes, voûte

## Couvent San Domenico de Fiesole
Le Couvent San Domenico de Fiesole comporte des fresques, toutes détachées et transposées sur masonite :
- Madonna della benedizione (fresque, dont la sinopia a été transférée sur panneau et exposée dans la salle capitulaire),
- Crocifisso con Madonna, S. Giovanni e S. Domenico (vers 1440), musée du Louvre,
- Madonna e Bambino con S. Domenico e S. Tommaso, musée de l'Ermitage, transférée sur toile de 196 cm × 187 cm[1]

### Salle capitulaire
- Christ en croix (v. 1433-1434), 363 cm × 212 cm.

## Musée diocésain de Cortone
- Vierge d'humilité avec saint Dominique, saint Pierre martyr et les quatre évangélistes (1438), 144 cm × 238 cm, Musée diocésain, Cortone (transférée sur masonite ainsi que sa sinopia).

## Complexe San Marco à Florence
Des fresques de Fran Angelico sont visibles en plusieurs endroits du Couvent San Marco à Florence :
- Fresques de Fra Angelico à San Marco sur Commons

### Corridors et cellules des moines

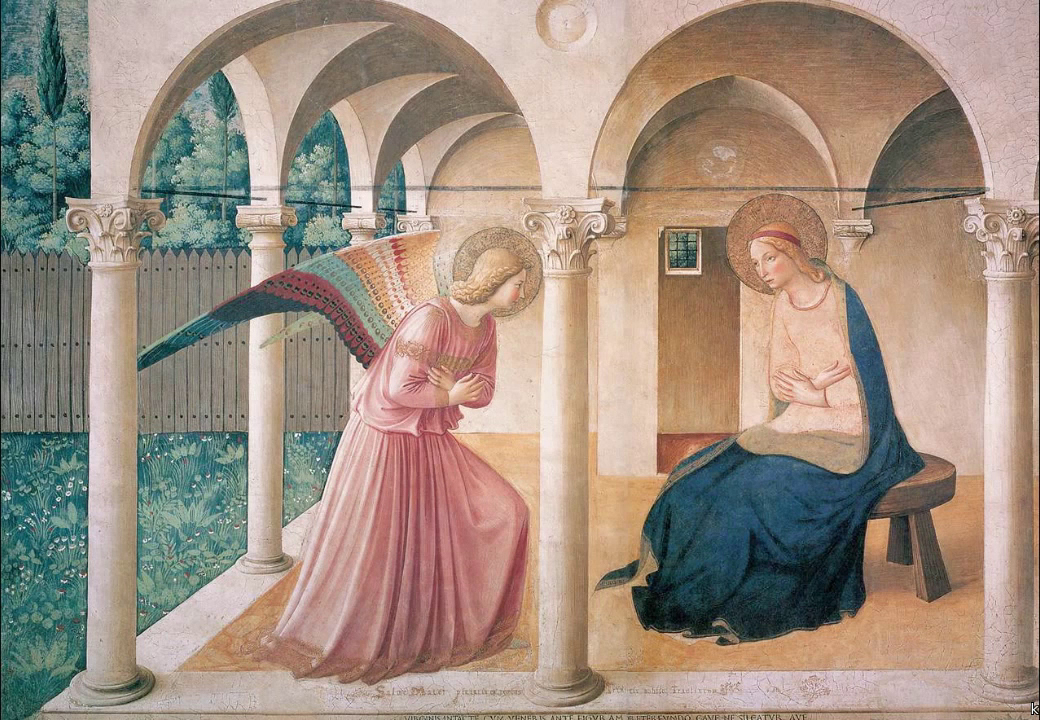
Annonciation, San Marco

- Annonciation en entrée du corridor nord, en haut de l'escalier, (vers 1442-1443), 230 cm × 297 cm,
- Fresques de 44 cellules des moines  (certaines assistées de  Benozzo Gozzoli) :

Couloir nord puis couloir sud
- Noli me tangere, 166 cm × 125 cm, cellule 1,
- Compianto sul corpo di Cristo, 184 cm × 152 cm, cellule 2,
- Annunciazione, 176 cm × 148 cm, cellule 3,
- Crocefissione alla presenza dei Santi Domenico e Girolamo,
- Natività con Santa Caterina d'Alessandria e San Pietro Martire ou Adorazione del Bambino,
- Trasfigurazione, 181 cm × 152 cm, cellule 6,
- Cristo deriso (« Christ aux outrages »), , 181 cm × 151 cm, cellule 7,
- Cristo risorto con le pie donne al sepolcro,  181 cm × 151 cm, cellule 8,
- Incoronazione della Vergine, 171 cm × 151 cm, cellule 9,
- Presentazione al Tempio,  171 cm × 116 cm, cellule 10,
- Madonna con Bambino tra i Santi Agostino (o Zanobi) e Tommaso.
- Crocifisso con la Vergine,
- Crocifisso con la Vergine, san Domenico e angeli,
- Battesimo di Cristo,
- Crocefissione con  San Domenico, 155 cm × 80 cm, cellule 17 (probablement de la main seule de Gozzoli)
- Crocefissione con la Vergine, la Maddalena e San Domenico, 176 cm × 136 cm, cellule 25,
- Cristo in pietà tra la Vergine e San Domenico (o San Tommaso),
- Cristo alla colonna con la Vergine e San Domenico,
- Cristo portacroce,
- Cristo crocifisso tra la Vergine e san Pietro Martire,
- Cristo crocifisso tra la Vergine e san Pietro Martire (iterum),
- Descente dans les limbes,  183 cm × 156 cm, cellule 31,
- Institution de l'eucharistie,  186 cm × 234 cm, cellule 35,
- Le Christ cloué à la croix,  169 cm × 134 cm, cellule 36,
- Le Christ crucifié entre les deux larrons, contemplé par saint Jean l'évangéliste, la Vierge, saint Dominique et saint Thomas d'Aquin,  213 cm × 165 cm, cellule 36,
- Crucifixion avec la Vierge  et les saints Côme, Jean l'évangéliste et Pierre martyr,  152 cm × 112 cm, cellule 38,
- L'Adoration des mages et L'Homme de douleur;  175 cm × 357 cm et 86 cm × 60 cm, cellule 39,

Corridor est
- La Vierge des ombres,  195 cm × 273 cm.

### Cloître
- Crocefissione con  San Domenico, 340 cm × 206 cm.

### Salle capitulaire
- Crucifixion allégorique (1442) avec la Vierge et dix-sept saints (1441-1442), 550 cm × 950 cm (les Prophètes et les Sybilles du cadre sont de Gozzoli).

## Chapelle Nicoline du Vatican

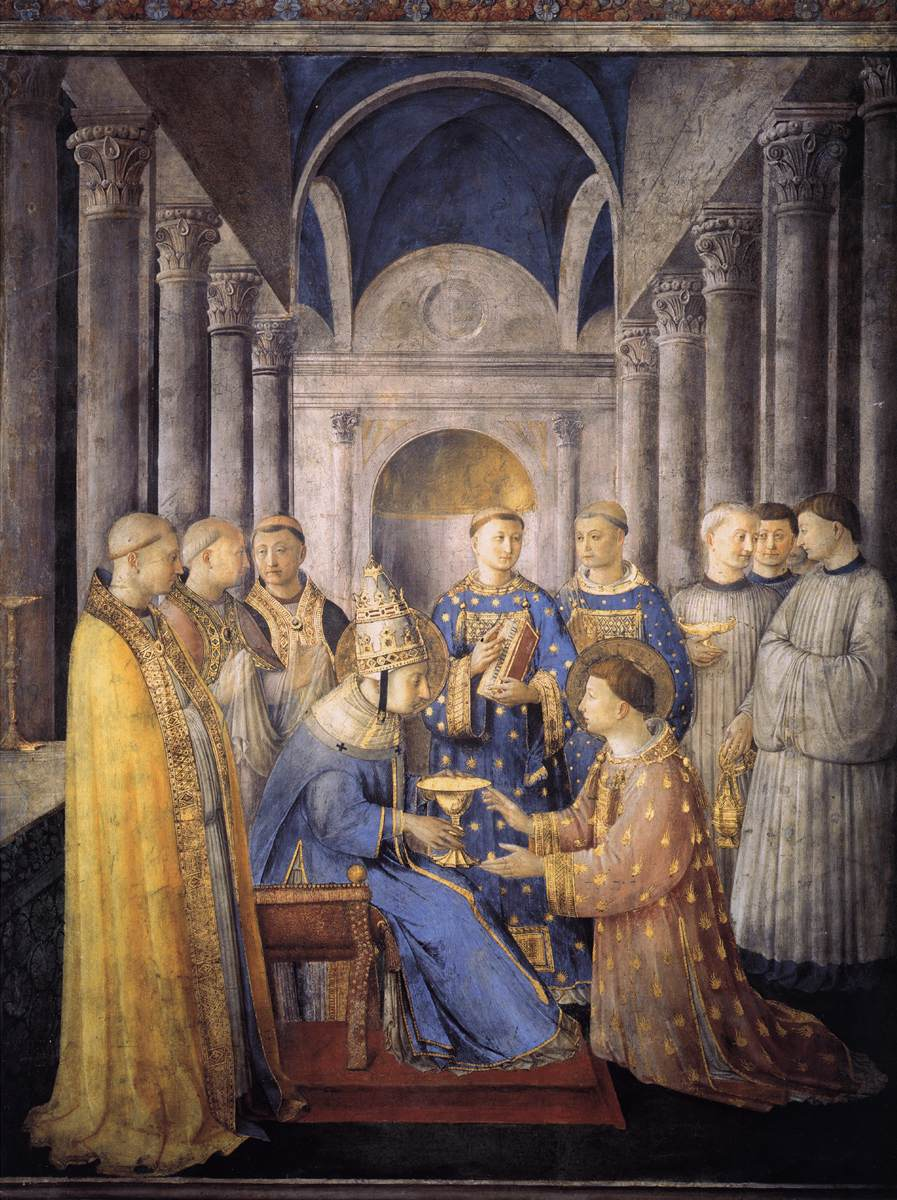
Ordination de saint Laurent, chapelle Nicoline

Ensemble de la chapelle Nicoline du Vatican (exécuté entre 1447 et 1451) :
- sur le registre supérieur : Épisodes de la vie de saint Étienne :
  - Ordination de saint Étienne et saint Étienne distribuant l'aumône  (1448), 322 cm × 472 cm,
  - Saint Étienne conduit au supplice et lapidé  (1448), 322 cm × 473 cm,
- sur le registre inférieur : Scènes de la vie de saint Laurent :
  - Ordination de saint Laurent (1448),  271 cm × 197 cm,
  - Saint Laurent distribue l'aumône (1448),  271 cm x 205 cm,
  - Le Jugement et le martyre de saint Laurent (1448), 271 cm × 473 cm,
- la voûte peinte en bleu étoilé avec les figures des quatre Évangélistes dans les coins.
- les pilastres sont décorés des huit Docteurs de l'Église.
(La  Déposition de Croix qui était devant l'autel a été détruite).

## Sources